# Amiga Computing
Amiga Computing était un magazine informatique mensuel, publié par Europress et IDG au Royaume-Uni et aux États-Unis. Au total, 117 numéros sont publiés. La section des jeux s'appelait Gamer, mais plus tard, le magazine Amiga Action est intégré au magazine et devient la section des jeux.

## Description
Les premiers 80 numéros du magazine sont publiées par Europress (connu sous le nom de Database Publications) de juin 1988 à mars 1990, Interactive Publishing d'avril 1990 à mai 1991 et finalement comme Europress Publications de juin 1991 à décembre 1994. Il est ensuite vendu à IDG et publié par eux à partir de Noël 1994 et jusqu'à son dernier 117e numéro en octobre 1997,.